# Eduard Preiss
Major Eduard Preiss (anglicky Edward, 5. března 1823 Praha-Malá Strana – asi 2. nebo 3. února 1883 poblíž San Pedro, Texas) byl česko-americký voják, cestovatel, novinář a dobrodruh, účastník revolučních událostí roku 1848 a 1849 a politický emigrant. Postupně žil a cestoval po řadě různých zemí světa, mj. Velké Británii, Spojených státech, v jižní Americe, Austrálii, Číně a dalších, přičemž vykonal dvakrát cestu kolem světa, včetně absolvování velkých vzdáleností pěšky. Zahynul během cesty v jihotexaské poušti, přičemž existuje silné podezření, že byl svými průvodci zavražděn.

## Život

### Mládí a rok 1848
Narodil se v budově Malostranské zbrojnice do české vojenské rodiny. Absolvoval studia na Staroměstském gymnáziu, kde byl jeho spolužákem mj. Josef Václav Frič. Ve 40. letech sloužil jako profesionální voják, nejprve u 1. dělostřeleckého pluku, kde se stal důstojníkem, poté pak v pluku bombardýrů ve Vídni. Roku 1847 z armády odešel a vrátil se do Prahy. V roce 1848 se zúčastnil revolučního dění v Praze, které vyvrcholilo tzv. Pražským červnovým povstáním. Uvádí se jako jeden z velitelů a cvičitelů setniny zformované ze studentů Karlo-Ferdinandovy univerzity při bojích na barikádách s Windischgrätzovým vojskem v ulicích města.

### Emigrace
Po potlačení povstání uprchl před stíháním do Haliče, následně pak do Polska, odkud se dostal do Uher, kde se zapojil do uherského osvobozeneckého boje, potlačeného císařskou armádou roku 1849. Spolu s dalšími povstalci uprchl do Turecka na území Osmanské říše, kde se stal členem osmanského vojska. Kvůli své službě konvertoval k islámu. Díky svým zkušenostem zde dosáhl pozice majora. Osmanského pašu doprovázel na jeho cestě do Bosny. Odtud se pak přes území Řecka dostal do Francie, kde se načas usadil a působil jako matematik. Zde se seznámil mj. s Františkem Ladislavem Riegerem, patrně se zde setkal také s J. V. Fričem, Riegerovým příbuzným, který po roce 1849 Rakouskou monarchii rovněž opustil. Z Francie pak odjel do Londýna, kde krátce žil. Ze Spojeného království pak asi roku 1851 podnikl cestu lodí do Spojených států. Z New Yorku, kam připlul, se vydal pěšky do města Charleston v Jižní Karolíně, odtud pak po železnici a lodí odjel do New Orleans, kde měl v úmyslu stát se členem výpravy Narcisa Lopéze na ostrov Kuba. Po nezdaru a rozpuštění výpravy odplul z Kuby do Veracruz v Mexiku, kde zakoupil dva mezky a vydal se na cestu přes Xallapu, Pueblu a Ciudad de Mexiko do Acapulca u pobřeží Tichého oceánu. Odtud se pak vydal podél pobřeží až do San Francisca v Kalifornii, kde byl následně zaměstnán jako technický inženýr v mincovně.

### V Asii a Austrálii
Začátkem roku 1852 se v Kalifornii začala šířit epidemie panamské zimnice, což Preisse podnítilo k odplutí do Hongkongu 4. března téhož roku. V Číně měl v úmyslu zorganizovat spolu s uherským plukovníkem Berczensym expedici do Himálájského pohoří, která měla pátrat po předcích maďarského národa, kvůli kulturnímu odporu Číňanů vůči Evropanům však z těchto plánů sešlo. Krátce v té době pobýval také v Siamu, kde se podílel na reorganizací královského dělostřelectva. Vydal se tedy do Singapuru, odkud někdy v polovině roku 1852 odcestoval do australského Melbourne. Odtud se, povětšinou pěšky, vydal do australských zlatonosných oblastí v provincii Victoria, kterých navštívil několik, a byl zde po několik let zaměstnán. Poté se vydal na pěší putování do provincie Queensland, kde po tři roky pracoval jako honák dobytka v povodí řeky Logan. Opakovaně přitom navázal kontakty s domorodými Austrálci, se kterými po tři roky žil primitivním způsobem života. Poté se navrátil do Victorie, odkud patrně roku 1861 absolvoval v doprovodu jistého Němce výpravu za zlatými ložisky v pustině Ninety Mile Bush, během které při cestě divočinou neměli až čtyři dny co jíst, posléze se však bezpečně dostali do Mount Macedon u řeky Darling, odkud doputovali do Melbourne. Po zprávách o úmrtí cestovatelů Bourkeho a Willse při cestě divočinou na nedostatek živin uveřejnil Preiss 14. února 1862 v deníku Melbourne Age článek, v němž tvrdil, že volná australská příroda poskytuje vše potřebné k přežití člověka.
Roku 1862 Preiss Austrálii opustil a vydal se na plavbu přes Britskou Indii do Akaby v pozdějším Jordánsku u Rudého moře a poté nastoupil na loď plující kolem afrického Mysu Dobré naděje do Anglie, kam dorazil zřejmě ještě téhož roku. V Londýně, kde se pohyboval, uspořádal pak několik přednášek o svých cestovatelských zážitcích a přírodovědných i etnologických poznatcích, za svůj přínos byl také veřejně oceněn.

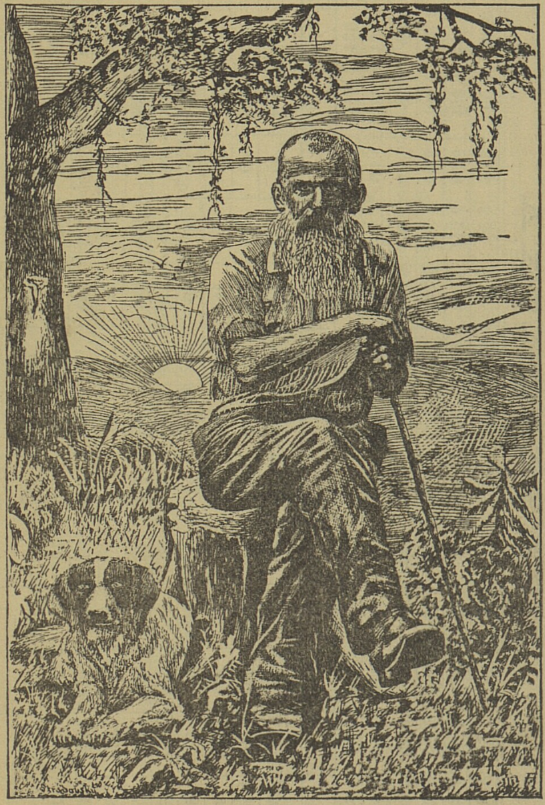
Eduard Preiss se svým psem Fritzem (rytina podle fotografie, Amerikán, 1882)

### V USA a cesty Jižní Amerikou
Zanedlouho se však opět vydal na další cestu. Z Londýna cestoval do Edinburghu, poté do Liverpoolu a Southamptonu, odkud se vydal na svou druhou plavbu do USA. Zde se vydal do státu New Jersey, kde byl krátce zaměstnán v železných dolech. V polovině roku 1863 se odtud vydal pěšky do Columbusu ve státě Ohio, kde pak působil jako učitel účetnictví. Již 14. března 1864 se ale vydal vlakem přes St. Louis v Missouri do Leawenworthu v Kansasu, aby zde 26. března 1864 se spolu s karavanou osadníků na krytých vozech vydal na nebezpečnou cestu vedoucí do Albuquerque v Arizoně, mj. vedoucí přes území ovládaná kmenem Apačů. Na nich spatřil Preiss zohavená těla bělochů, proto se rozhodl změnit původní směr své cesty přes Santa Fé v Novém Mexiku, odkud pěšky pokračoval do Denveru v Coloradu a Salt Lake City v Utahu, až dorazil opět do přímořského San Francisca. Zde nastoupil 6. prosince 1864 na loď plující do Mazatlanu v Mexiku, kde následně obdržel místo kreslíře na zdejším generálním štábu francouzské armády a přebýval zde do března 1865. Cestoval pak přes města San Blas, Tepic a Quadalajarra do Ciudad de Mexiko, odtud pak do Mazatlanu a lodí zpět do San Francisca. 6. prosince 1865 se na parníku vydal spolu s českým šlechticem Josefem O. Thunem do Callao v Peru, strávil několik dní v Limě, parníkem odplul do Malbriga a odtud pěšky či na koni přes Cajamarcu, Cacha Poyas a Moyobambu do Valse Puerte na řece Cachi-Yacu. Zde získal indiánskou kánoe, se kterou se následně plavil po řekách Cachi-Yacu, Paranpura až do Yurimagas na řece Huallaga, a odtud pak k řece Amazonce na hranice Brazilského císařství. Po řece Amazonce pak lodí putoval až do přístavu Para u jejího ústí do Atlantského oceánu, kde přestoupil na parník do New Yorku, kam dorazil 8. dubna 1866. Uvádí se, že tuto cestu v takové rychlosti nikdo předtím neabsolvoval.

### Zpět v USA
Z New Yorku se pak Preiss opět vydal do kansaského Leawenworthu, aby absolvoval další cestu přes pláně amerického Středozápadu. Po jistou dobu pobýval v Missouri, Louisianě, Floridě, roku 1866 je uváděn v Texasu. Roku 1867 se pohyboval v Mexiku v době porážky Mexického císařství a popravy císaře Maxmiliána, odtud opět pěšky cestoval na Středozápad. V USA pak natrvalo zůstal, po několik let se pak od roku 1874 na Floridě zabýval vinařstvím. Odtud se také vydal na další cestu, kdy odsud putoval přes Arizonu do Kalifornie.
Roku 1880 se Preiss dostal do Chicaga, kde se seznámil s českoamerickým nakladatelem a tiskařem Augustem Geringerem, který jej získal pro distribuci jím vydávaného česky psaného periodika Svornost v českých krajanských komunitách v USA. Tento tisk pak Preiss vozil do českých kolonií na Středozápadě. Hlásil se ke svobodomyslnému hnutí. Své vzpomínky a cestopisy uveřejňoval mj. v českoamerickém tisku.

### Úmrtí
Na přelomu roku 1882 a 1883 se vydal s malým vozíkem taženým koněm na cestu ze San Carlos do San Piedras v Texasu podél hranic s Mexikem, nedaleko pobřeží Mexického zálivu v doprovodu několika mexických průvodců. Svou cestu nedokončil a jeho tělo bylo nalezeno poblíž jeho krytého vozu v krajině a jeho průvodci byli pryč. Po čase byl u skupiny jistých Mexičanů nalezen Preissův deník, jehož poslední záznam nese datum 2. února 1883. V něm Preiss píše, že tento den bude posledním v jeho životě, neboť tuší, že bude pravděpodobně zavražděn.
Podle nekrologu uveřejněného v Geringerově kalendáři Amerikán bylo Preissovým cílem absolvovat cestu k Tichému oceánu, poté odplout do Asie, procestovat Indii a Arábii a poté se navrátit zpět do Čech, kde chtěl dožít a sepsat své paměti.